# Vendetta (film 1984)
Vendetta (The Hit) è un film del 1984 diretto da Stephen Frears.
È stato presentato nella Quinzaine des Réalisateurs al 37º Festival di Cannes.
Il ruolo di Myron, interpretato da Tim Roth, era stato scritto per Joe Strummer.

## Trama
Willie Parker, ex gangster londinese, decide di collaborare con la giustizia, testimoniando contro i suoi complici in cambio della protezione della polizia. Mentre lascia l'aula del tribunale, i suoi ex compagni gli fanno capire, minacciosamente, che si rivedranno ancora. Dieci anni dopo, Parker vive nascosto in una confortevole residenza in Spagna. Tuttavia, viene rapito da quattro giovani spagnoli e consegnato a Braddock, un killer professionista, e al suo inesperto assistente Myron, incaricati dal boss che Parker aveva fatto condannare.
Durante il rapimento, un poliziotto spagnolo viene ucciso e tre dei rapitori muoiono a causa di una bomba nascosta in una valigetta "premio". Parker, disincantato dopo anni di reclusione volontaria, accoglie la situazione con sorprendente serenità, dichiarando di aver ormai accettato la morte. Braddock e Myron lo conducono verso Madrid, dove intendono nascondersi temporaneamente. Qui incontrano Harry, un australiano di mezza età, e Maggie, la sua giovane compagna spagnola. Parker rivela la propria identità, spingendo Braddock a rapire anche Maggie come ostaggio e a eliminare Harry per sicurezza.
Il gruppo prosegue verso il confine francese, inseguito dalla polizia spagnola guidata da un esperto ispettore. Intanto, Parker insinua tensioni tra i due sequestratori, mentre Myron mostra crescente simpatia per Maggie. In un momento di tensione, Myron aggredisce alcuni ragazzi in un bar, sottolineando la sua impulsività. Quando Braddock e Maggie si fermano a una stazione di servizio, Maggie tenta senza successo di chiedere aiuto, portando Braddock a uccidere l'addetto. Il gruppo si rifugia nei pressi di un fiume; Braddock, lasciando Myron con Parker, si assenta con Maggie. Parker approfitta della distrazione per tentare la fuga, ma Braddock lo ritrova. I rapporti tra i personaggi si fanno sempre più tesi, alimentati da paure, tradimenti e desideri repressi. Il viaggio di Parker, Braddock, Myron e Maggie diventa un percorso di scontri psicologici e fisici, in un crescendo di violenza e disperazione, fino all’inevitabile resa dei conti tra vittime e carnefici.